# Nektarnik szkarłatny
Nektarnik szkarłatny, nektarnik senegalski (Chalcomitra senegalensis) – gatunek małego ptaka z rodziny nektarników (Nectariniidae), zamieszkujący Afrykę Subsaharyjską. Gatunek niezagrożony.

## Systematyka
Wyróżniono kilka podgatunków C. senegalensis:
- C. senegalensis senegalensis – południowa Mauretania i Senegal do Nigerii.
- C. senegalensis acik – Kamerun do południowo-zachodniego Sudanu i Sudanu Południowego, północno-zachodnia Uganda i północno-zachodnia Demokratyczna Republika Konga.
- C. senegalensis proteus – Sudan Południowy, Erytrea, Etiopia i północna Kenia.
- C. senegalensis lamperti – Sudan Południowy, wschodnia Demokratyczna Republika Konga oraz zachodnia, środkowa i południowa Uganda do środkowej Kenii i zachodniej Tanzanii.
- C. senegalensis saturatior – Angola i południowa Demokratyczna Republika Konga do Namibii i północnej Botswany.
- C. senegalensis gutturalis – południowa Somalia do wschodniego Zimbabwe, Mozambik i północno-wschodnia RPA.

## Charakterystyka
Wygląd zewnętrznyW szacie godowej samiec ma intensywnie czarne upierzenie z jaskrawoczerwoną plamą na piersi. Samce w szacie spoczynkowej, samice i młode są matowoczarne, z nieco jaśniejszym, plamkowanym spodem. Dziób długi, cienki, zakrzywiony do dołu.
RozmiaryDługość ciała ok. 15 cm, rozpiętość skrzydeł ok. 30 cm
Masa ciałaok. 10–11 g.
GłosGłos kontaktowy to częste, złożone z trzech wznoszących tonów okrzyki. Śpiew to głośny, niezbyt charakterystyczny tryl.
ZachowanieMało płochliwy – pozwala człowiekowi zbliżyć się do siebie na odległość niecałego metra.
Długość życiaPrzeciętnie 3–4 lata.

## Środowisko
Zadrzewienia, nadrzeczne zarośla, parki.

## Pożywienie
Żywi się nektarem i owadami. Żeruje często w niewielkich grupkach. Może odbywać sezonowe migracje w poszukiwaniu kwiatów bogatych w nektar, np. Leonotis.

## Lęgi
GniazdoCzęsto zbudowane w pobliżu gniazd szerszeni, dla ochrony jaj i piskląt (owady przepłaszają nieproszonych gości).
JajaSamica składa 2 jaja.
WysiadywanieJaja są wysiadywane przez około 14–15 dni.

## Status
IUCN uznaje nektarnika szkarłatnego za gatunek najmniejszej troski (LC, Least Concern) nieprzerwanie od 1988 roku. Liczebność populacji nie została oszacowana, ale ptak ten opisywany jest jako bardzo liczny i szeroko rozpowszechniony w zadrzewieniach na sawannach. Trend liczebności populacji uznawany jest za stabilny.